# Alfred J. Goulding
Alfred John „Alf” Goulding (n. 26 ianuarie 1885, Melbourne, Victoria, Australia – d. 25 aprilie 1972, Hollywood, California, SUA) a fost un australian de origine vaudevilliană, care a devenit un regizor de film și scenarist american.  A regizat peste 180 de filme între 1917 și 1959 și este creditat cu faptul că Harold Lloyd și-a purtat ochelarii de marcă.